# Partido de la Sierra en Tobalina
Partido de la Sierra en Tobalina es un municipio español de la provincia de Burgos, en la comunidad autónoma de Castilla y León. Cuenta con una población de 81 habitantes (INE 2024) y su capital es Valderrama.

## Geografía
Al norte de la provincia, a 70 km de Burgos. El municipio está formado por tres entidades locales menores: Cubilla, Ranera y Valderrama.

## Historia
Esta antigua jurisdicción del valle de Tobalina perduró a través del Antiguo Régimen. En 1834 se integra en el partido de Villarcayo. Se dividió, entre el censo de 1857 y el anterior, en dos ayuntamientos: Valle de Tobalina y Partido de la Sierra en Tobalina, compuesto por su cabecera Valderrama y cuatro lugares más: Cubilla, Ranera, Villanueva de los Montes y Zangández. Los dos últimos pasaron más adelante a pertenecer al municipio de Oña.

## Demografía
Partido de la Sierra en Tobalina cuenta con una población de 81 habitantes (INE 2024).
| Gráfica de evolución demográfica de Partido de la Sierra en Tobalina entre 1857 y 2021 |
| |
| Población de derecho según los censos de población del INE Población de hecho según los censos de población del INEEntre el censo de 1857 y el anterior, aparece este municipio porque se segrega del municipio Valle de Tobalina. |

### Población por núcleos
Desglose de población según el Padrón Continuo por Unidad Poblacional del INE.
| Núcleos              | Habitantes (2024) | Varones | Mujeres |
| -------------------- | ----------------- | ------- | ------- |
| Valderrama           | 36                | 25      | 11      |
| Cubilla de la Sierra | 23                | 14      | 9       |
| Ranera               | 22                | 13      | 9       |

## Economía

### Evolución de la deuda viva
El concepto de deuda viva contempla sólo las deudas con cajas y bancos relativas a créditos financieros, valores de renta fija y préstamos o créditos transferidos a terceros, excluyéndose, por tanto, la deuda comercial.
Entre los años 2008 a 2014 este ayuntamiento no ha tenido deuda viva.

### Presupuesto
Presupuesto general para el ejercicio de 2007: 625 699,50 €.